# 孟泰军
孟泰军（又转写作Muang Tai Army，縮寫MTA），另译蒙泰军、勐泰军、孟傣军、勐傣军和掸邦军等，是一支不复存在的缅甸掸族反政府武装，该武装由金三角大毒枭坤沙于1985年建立，最高峰时兵力曾达两万多人，是当时缅甸国内最大的反政府武装。因其頭目坤沙惡名昭彰的「以毒养军、以军护毒、军毒合流、武装割据、对抗政府」策略，所以孟泰军主動深度參與金三角地区的毒品贸易。其总部位于朗科縣贺蒙村，靠近泰国湄宏順府的边界。
1991年4月，所有掸族武装都归并到蒙泰军，再加上掸邦地区的一些拉祜族、佤族武装也加入进来，蒙泰军空前强大，成为金三角地区最大的一支武装力量，并一度拥有先进的美式武器和苏制地对空导弹。1996年1月8日，缅甸官方电台和电视台报道，孟泰军向缅甸政府投降。

## 名称
“孟泰军”中的“孟泰”为掸族人对掸邦的称呼。“孟”即“勐”，而“泰”即“傣”，为掸族自称。

## 历史

### 组建
1985年3月，坤沙所领导的“掸邦联合军”（又译掸邦联军、掸族联军）与掸邦联合革命军（SURA）、掸邦民族军（SSNA）合并为“掸邦人民联合军”（又称掸邦联合革命军），坤沙任联合军司令，并成立了“掸邦革命政府”，掸族头人莫亨（Moh Heng）出任政府主席。掸邦人民联合军控制了400公里长的缅泰边界，辖区面积约10万平方公里。到1989年，坤沙武装的总兵力达到了2.5万人，其中野战部队 1.2万人，掸邦人民联合军也改名为“蒙泰军”。

### 立国

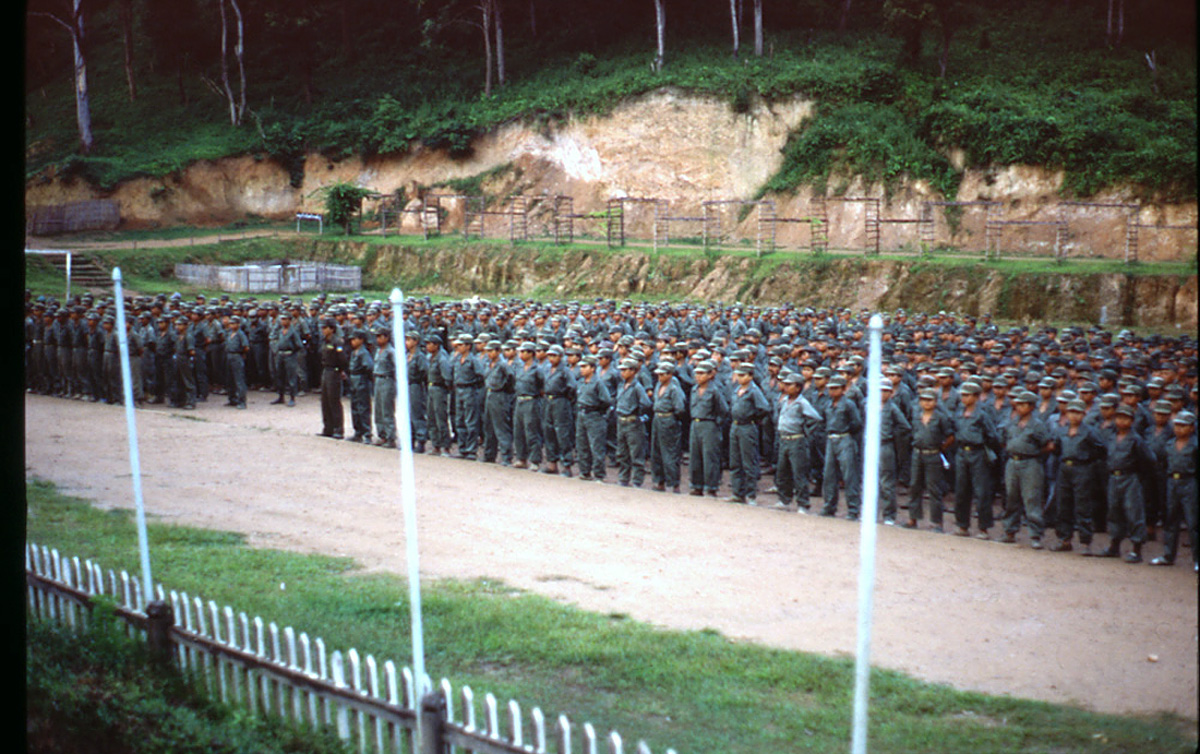
1990年蒙泰军的士兵

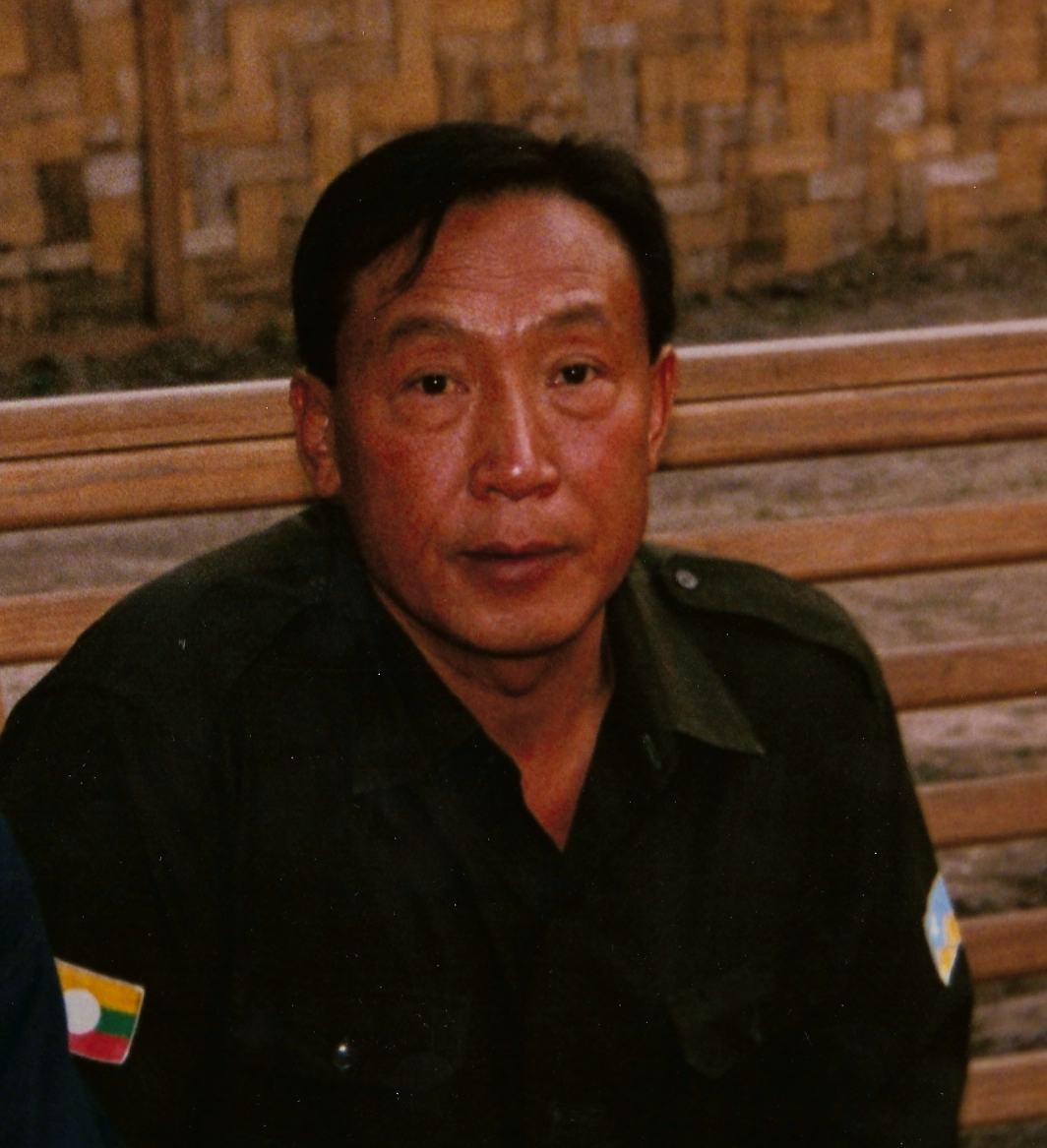
坤沙

1993年12月14日，军队总司令坤沙宣布正式成立“掸邦共和国”，并颁布了《掸邦共和国临时宪法》，首府设在贺蒙，坤沙兼任总统，集党、政、军大权于一身，并以“掸邦人民精神领袖”自居。坤沙致函美国时任总统比尔·克林顿，要求予以承认。信中他承诺如果美国承认其政权，他将在今后5年内铲除“金三角”地区的所有罂粟。同时，坤沙还电告缅甸政府不要进犯“掸邦共和国”，否则他们将不惜一切代价，血战到底。应邀来自十几个国家的几十名外国记者参观了建国庆典。建国庆典上展示了数十辆载着地对空导弹，拖着125毫米榴弹炮的卡车。为建设首都，坤沙投入大量人力物力开山辟岭，大兴土木，用钢筋水泥建筑房屋、办公楼、仓库和医院及豪华旅馆。形成了一个延伸十几公里，拥有6000居民的城镇。该城镇上有一个农作物更新研究所、水力发电站和一家纺织厂，此外还有一家珠宝厂。

#### 教育政策
儿童从6岁到10岁上学，学掸文和华文，10岁接受6个月的军事训练，然后回学校读书到16岁。杰出的学生被送到台湾学医和工程，或送到海外军事学院学习，其他人至少要在军队服役5年，此后何去何从自由选择。

### 瓦解

#### 外部压力
由于坤沙率领的蒙泰军是当时世界上最大的海洛因生产集团，其制毒贩毒行为早已为国际社会所深恶痛绝，因此坤沙的“掸邦共和国”没有得到任何外国政府的支持和承认。为扭转军政府在国际上的不良形象，缅甸政府希望借打击坤沙毒品集团而得到国际认可。1993年12月底一个由15人组成的美国参议院代表团要访问缅甸，于是缅甸便把发动攻势的时间选择在1994年1月初，以满足美国的要求，而恢复自1988年以来美国停止对缅甸的肃毒援助。缅甸派出了一万多军警，在直升机和重型武器的配合下，越过萨尔温江，向缅泰边界逼近。政府军对坤沙的孟泰军围而不歼，采取静观其变的策略。其间缅甸政府集中精力消灭了其他少数民族反政府武装集团， 或同它们达成了和平协议。从1994年5月开始，缅甸政府军与泰国政府合作，对坤沙集团发动了近20年来规模最大的军事围剿，使坤沙集团遭到沉重打击。1995年1月27日，大约1.5万政府军攻占了叛军的最后一个据点，即缅泰边界马纳普洛的克伦民族联盟总部。缅甸政府消灭了克伦地区的叛军和政治异己之后，便把主要精力转向坤沙。佤邦联合军为争夺毒品通道和复仇，也积极配合政府军攻打蒙泰军，从而加速了坤沙集团的瓦解。1995年4月底，缅甸政府军加大攻击力度，突破了孟泰军的防线。据缅甸军方人士5月5日宣布，自3月11日以来，缅甸政府军在掸邦东部帕土眉地区连续攻占坤沙的39个武装据点。据缅甸国防部军事情报局副局长、缅军掸邦地区司令觉温的说法，在争夺据点的行动中，双方进行了55次激战，政府军共打死200余名坤沙武装人员，并缴获大量武器弹药。缅军方面有76人阵亡，175人受伤。到1995年12月，佤邦联合军和政府军已对蒙泰军形成了合围之势。

#### 内部压力
蒙泰军内部出现了严重的内讧。“掸邦共和国”成立后，实际上形成了借掸族名义，而华人掌权的局面，坤沙左右及重要职位均为具有华人血统的领导者掌控，导致掸族的不满。
坤沙还在其控制区内推广汉文化：在蒙泰军总部贺蒙，汉文和掸文、英文并列，而且部队驻地的小孩先学汉语，后学掸文和英文，部队的日常管理和战斗动员都是用汉语。坤沙本人的生活习惯也非常云南化。这些均成为掸族不满的原因之一。
1993年至1995年期间，与缅甸国防军进行了重大战斗之后，掸族民族主义野战军官与华人领导者之间的紧张局势日益扩大。掸族民族主义者想要为掸族少数民族实现民族独立，而华人领导者对非法鸦片贸易和所赚取的钱更感兴趣。
当年加入“蒙泰军”的“学生派”武装领导人昭衮姚（Sao Gunn Yawd，另译召衮姚、甘约、岗耀、甘育，又名贡约德和波德文）率先对坤沙是否真正在进行掸族革命提出了质疑，并对坤沙重用张苏泉这样的“外国人”表示了强烈不满。他的发难得到了部分老掸族头人的支持。
1995年5月10日，昭衮姚率近3000人与学生派领导人脱离坤沙集团，并在缅东北部地区另立“掸邦民族军”。蒙泰军不断内讧分裂，坤沙被迫先后辞去“总统”和“总司令”的职务。在1995年一次暗杀行动中，坤沙险些丧命。
此外，美国和泰国1994年至1996年联合进行了“老虎陷阱”行动，逮捕了坤沙手下的13名关键人物。坤沙本人也受到“美国200万美元的悬赏缉拿”。这些事件均严重制约了坤沙集团的活动能力。

### 投降
在内外交困的形势下，坤沙被迫和缅政府谈判投降事宜。在缅甸政府承诺保障坤沙及其要员安全，担保坤沙不被引渡到美国，允许其组建一定数量的自卫队和参与国家建设及开展经贸活动之后，坤沙同意放弃“掸邦”独立，允许政府军进驻其总部贺蒙和全部据点，并向政府交纳部分经费。
1996年1月5日，蒙泰军与缅甸政府正式签署投降协议。1996年1月8日，缅甸官方电台和电视台报道，毒枭坤沙的全部武装向缅甸政府投降。
1996年，佤邦联合軍帮助政府军战胜坤沙集团，根据与缅甸政府的协议，原属坤沙集团的缅泰边境一块区域易主，划归佤邦的南佤。
虽然大部分蒙泰军的士兵已于1995年向政府投降，但约2000多名士兵另外组建了后来改名为南掸邦军的掸邦联合革命军。

## 贩毒
坤沙经常声称孟泰军不打算从毒品贸易中获利，而且强烈反对毒品。不过据报道，坤沙曾经提出要向美国政府出售其全部鸦片存货，这一提议被美国政府所拒绝。1989年，坤沙被一家纽约法院指控试图向美国进口1000吨海洛因，美国缉毒局曾悬赏200万美元捉拿坤沙。1992年，坤沙集团鸦片产量约为1500吨。1985年销至美国的海洛因14%来自金三角地区，1991年增至56%。这些数据说明蒙泰军的实力在持续增强，它在缅甸境内的海洛因提炼厂就有10多个。